# Камела
Камела (фр. Camélas) насеље је и општина у јужној Француској у региону Лангдок-Русијон, у департману Источни Пиринеји која припада префектури Перпињан.
По подацима из 2011. године у општини је живело 418 становника, а густина насељености је износила 32,86 становника/km². Општина се простире на површини од 12,72 km². Налази се на средњој надморској висини од 350 метара (максималној 520 m, а минималној 118 m).

## Демографија
| 1962. | 1968. | 1975. | 1982. | 1990. | 1999. | 2011. |
| ----- | ----- | ----- | ----- | ----- | ----- | ----- |
| 265   | 289   | 268   | 308   | 323   | 396   | 418   |

График промене броја становника у току последњих година